# Vector de Burgers

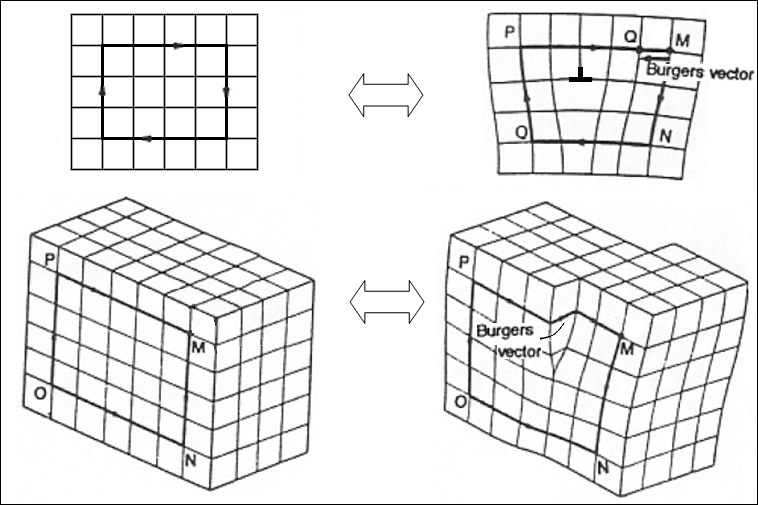
Figura 1. Vector de Burgers de una dislocación en arista (arriba) y de otra helicoidal (abajo). Sobre los cristales perfectos (a la izquierda) el circuito de Burgers cierra por sí mismo, mientras que en aquellos con una dislocación (derecha) es necesario introducir el vector de Burgers para cerrarlos.

En física del estado sólido, el vector de Burgers se define como aquel vector de la red, necesario para cerrar un circuito de Burgers que encierra una línea de dislocación. Lleva el nombre del físico neerlandés (1895–1981).

Suponiendo que se traza un camino en una red atómica cristalina que recorra el mismo número de átomos en una dirección. En caso de que el cristal sea perfecto entonces el camino se cerrará por sí mismo. En cambio, si el camino encierra en su interior una línea de dislocación, será necesario incluir un vector adicional para poder cerrarlo. Este vector es el vector de Burgers.
Matemáticamente podemos definir el vector de Burgers como la circulación del vector de desplazamiento atómico a lo largo de una línea cerrada que envuelve la dislocación:
El vector de Burgers es característico de la estructura cristalina y no depende de la posición u orientación de línea de dislocación.
La orientación relativa de la línea de dislocación respecto al vector de Burgers permite caracterizar el tipo de dislocación, de forma que cuando la línea de dislocación discurre paralela al vector de Burgers estamos ante una dislocación helicoidal, mientras que las líneas de dislocación perpendiculares al vector pertenecen a dislocaciones en arista, también llamadas de Taylor o de borde. En las dislocaciones mixtas, el ángulo entre su línea de dislocación y el vector de Burgers puede tomar cualquier valor.
La energía elástica introducida en un cristal por la presencia de una dislocación es directamente proporcional al cuadrado del módulo del vector de Burgers, por lo que sólo aquellos vectores de la red que minimicen la energía introducida por la dislocación, es decir, aquellos de menor módulo, pueden ser vectores de Burgers.